# سهرابي (مقاطعة فارياب)
سهرابي (بالإنجليزية: Mowtowr-e Sohrabi Hur)‏ هي مستوطنة تقع في البلدة المركزية في إيران. يقدر عدد سكانها بـ 235 نسمة .